# Hyperénor fils de Panthoos
Pour les articles homonymes, voir Hyperénor.
Dans la mythologie grecque, Hyperénor (en grec ancien Ὑπερήνωρ / Uperếnôr, « surhomme ») est un guerrier troyen et l'un des trois fils de Panthoos et de Phrontis, et le frère de Polydamas et d'Euphorbe. 
Des trois frères, il est celui qui a le rôle le moins important dans l’Iliade, où il n'est cité que deux fois :
[Homère : Iliade, XIV, 516-519] : "L'Atride, pour sa part, frappa au flanc le pasteur d'hommes Hypérénor; le bronze alla plonger dans les entrailles, qu'il déchira, et aussitôt, par la plaie entrouverte, son âme s'envola, et l'ombre lui couvrit les yeux."
[Homère : Iliade, XVII, 9-72]: "Le fils du piquier Panthoos" (on apprendra plus loin qu'il s'agit d'Euphorbe) s'approche de l'Atride Ménélas & le provoque / Ménélas lui répond & rappelle qu'il a déjà tué son frère Hypérénor (fils de Panthoos) lorsque ce dernier a osé lui tenir tête & l'insulter / Euphorbe a l'intention de venger son frère, de tuer Ménélas & de ramener sa tête à son père Panthoos & à sa mère Phrontis / Ménélas tue Euphorbe & s'apprête à le dépouiller lorsque Hector l'attaque.